# Sigmodontomys
A Sigmodontomys az emlősök (Mammalia) osztályának rágcsálók (Rodentia) rendjébe, ezen belül a hörcsögfélék (Cricetidae) családjába tartozó nem.

## Rendszerezés
A nembe az alábbi 2 faj tartozik:
- Sigmodontomys alfari J. A. Allen, 1897 - típusfaj
- Sigmodontomys aphrastus Harris, 1932